# Keihin
Keihin (japonsky: 京浜地方, Keihin-čihó) je název pro oblast na západním pobřeží Tokijského zálivu (na japonském ostrově Honšú). Skládá se z měst Óta, Kawasaki a Jokohama. Výraz se většinou používá při popisu těchto měst jako průmyslové oblasti. Je odvozen z druhého znaku v názvu Tokio, 京, který může být čten jako kjó nebo kei, a druhého znaku názvu Jokohama, 浜, který má možná čtení hin nebo hama.
Oblast Keihin je součásti větší oblasti Kantó.